# GNU Compiler Collection
GNU Compiler Collection (съкратено GCC) е оптимизиращ компилатор, произведен от Project, поддържащ различни езици за програмиране, хардуерни архитектури и операционни системи . Фондацията за свободен софтуер (FSF) разпространява GCC като свободен софтуер под GNU General Public License (GNU GPL). GCC е ключов компонент на GNU toolchain и стандартен компилатор за повечето проекти, свързани с GNU и ядрото на Linux . С приблизително 15 милиона реда код през 2019 г. GCC е един от най-големите безплатни програми, които съществуват. Той изигра важна роля в растежа на свободния софтуер като инструмент и като пример.
GCC е част от проекта GNU и е свободен софтуер с отворен код.
Когато е пуснат за първи път през 1987 г. от Ричард Столман, GCC 1.0 е наречен GNU C компилатор, тъй като работеше само с езика за програмиране C. Той беше разширен за компилиране на C++ през декември същата година. По-късно предните части бяха разработени за Objective-C, Objective-C++, Fortran, Ada, D и Go, заедно с други.  Спецификациите на OpenMP и OpenACC също се поддържат в компилаторите на C и C++.  
GCC е пренесен на повече платформи и архитектури на набор от инструкции, отколкото всеки друг компилатор, и е широко разпространен като инструмент при разработването както на безплатен, така и на собствен софтуер. GCC се предлага и за много вградени системи, включително чипове, базирани на ARM и Power ISA .
Освен че е официален компилатор на операционната система GNU, GCC е приет като стандартен компилатор от много други модерни Unix-подобни компютърни операционни системи, включително повечето дистрибуции на Линукс. Повечето операционни системи от семейство BSD също преминават към GCC скоро след пускането му, въпреки че оттогава FreeBSD, OpenBSD и Apple macOS преминават към компилатора Clang  до голяма степен поради причини за лицензиране.    GCC може също да компилира код за Windows, Android, iOS, Solaris, HP-UX, AIX и DOS. 

## Поддържани езици
GCC съдържа компилатори за езиците C (gcc), C++ (g++), Java (gcj), Ada (GNAT), Objective-C (gobjc), Objective-C++ (gobjc++) и Fortran (gfortran). Съществуват и някои други компилатори, които обаче не са част от стандартната дистрибуция.